# Albert Fritz
Albert Fritz (født 30. marts 1947 i Jestetten, død 1. september 2019) var en cykelrytter fra Tyskland. Hans foretrukne disciplin var banecykling, hvor han vandt medaljer ved nationale- og europæiske mesterskaber. På landevej vandt han tre etaper i Tour de Suisse.
Fritz kørte sit første seksdagesløb i 1969, og havde danske Freddy Eugen som makker. Fra 1970 til 1984 vandt han 34 seksdagesløb, hvoraf de tre kom ved Københavns seksdagesløb i 1980, 1981 og 1984. Sejren med makker Dietrich Thurau i 1984 blev den sidste af de 34.
Han stoppede sin aktive karriere i 1985.